# 公立大学法人

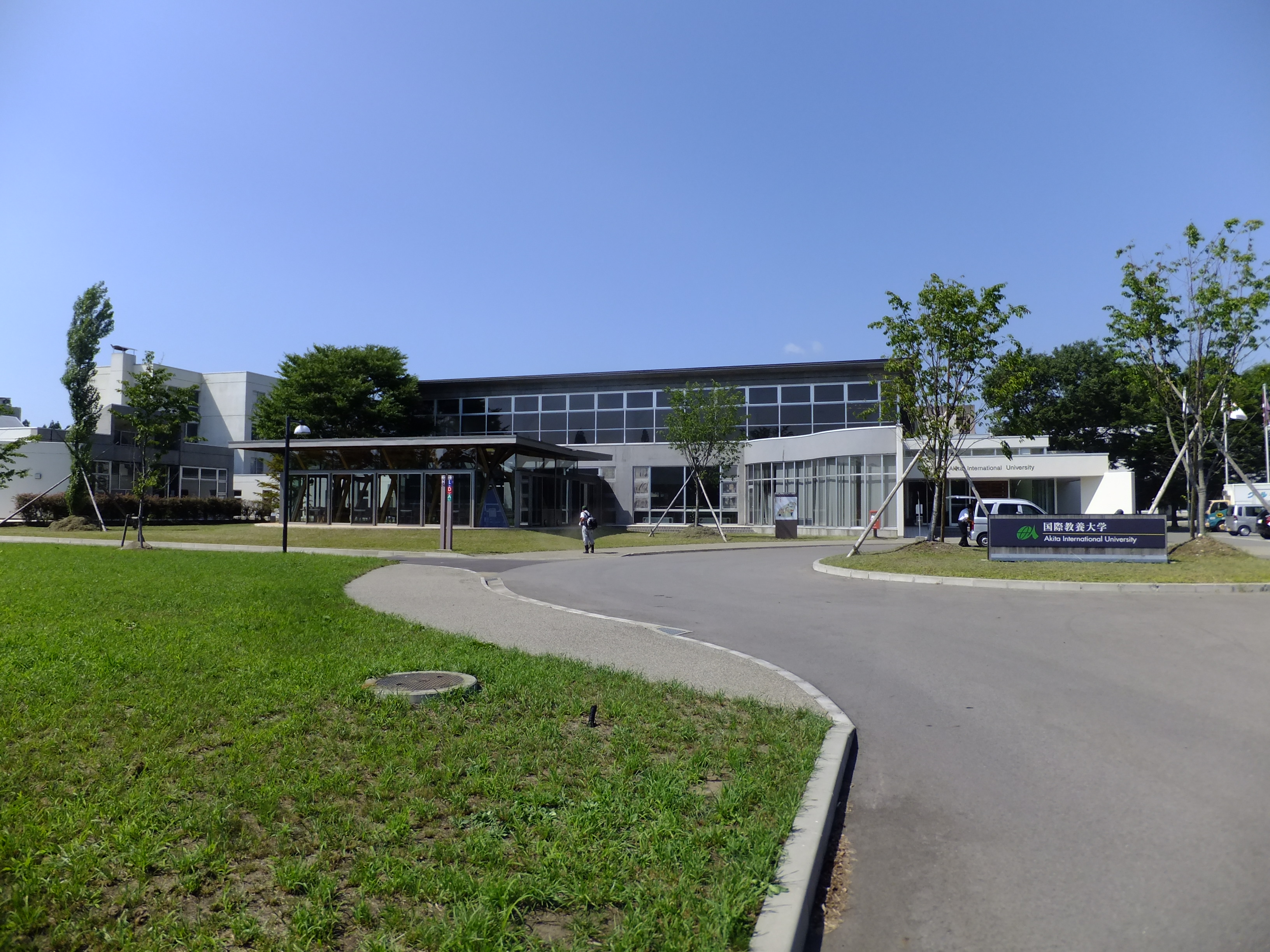
日本で初めて設立された公立大学法人、「公立大学法人国際教養大学」が設置・運営する国際教養大学

公立大学法人（こうりつだいがくほうじん、英: public university corporation）は、公立大学及び公立高等専門学校とその附属学校を設置・運営する法人。
地方独立行政法人のうち一般地方独立行政法人であって、学校教育法第2条第1項に定める「地方公共団体」に公立大学法人が含まれるため、同条第2項により公立大学法人が設置する学校は「公立学校」にあたる。

## 概要
地方公共団体が直接に大学を設置することは学校教育法により認められており、公立大学を設置、運営するにあたって公立大学法人を設立することが義務づけられているわけではない。しかし、運営を効率化し、投入する税金額を減らす効果があることから、公立大学法人設立が選択される。
公立大学法人の場合、法人理事長が設置する大学の学長を兼任する場合（理事長・学長一体型）だけでなく、地方独立行政法人法第71条第1項のただし書により、法人理事長が学長を兼任せず別に学長を任命する場合（理事長・学長分離型）が認められる。これは、経営効率化のため、一つの法人が複数の大学を設置することが認められているためである。理事長・学長分離型の場合、理事長は、従来の自治体直営型における首長の立場を代理するような形となることから、経営を重視する観点から、教育経験者以外（主に経営に長けた人物）から起用されることが多い。また、分離型では、学長は法人の副理事長になるものとされる（地方独立行政法人法第71条第7項による）。公立大学法人制度が設けられた初期に設立した法人には理事長・学長一体型が多くみられたが、近年は経営責任を明確化し、経営と学校実務を分離することで不正行為等を起こしにくくするため、法人の定款を変更して理事長・学長分離型に移行するすう勢にある。
公立大学法人は、地方独立行政法人法（平成15年法律第118号）第70条により、大学又は大学及び高等専門学校の設置及び管理を行うこと（これに附帯する業務を含む）以外の業務を行ってはならないとされている。また、学校教育法（昭和22年法律第26号）附則第5条により、「当分の間、大学及び高等専門学校以外の学校を設置することができない」とされていたが、2017年4月1日施行の法改正（平成28年法律第47号）で、学校教育法附則第5条が削除されるとともに、地方独立行政法人法第77条の2が追加され、「公立大学法人が設置する大学に、当該大学の教育研究上の目的を達成するため、定款で定めるところにより、幼稚園、小学校、中学校、義務教育学校、高等学校、中等教育学校、特別支援学校、幼保連携型認定こども園又は専修学校を附属させて設置することができる」ようになった。
他の一般地方独立行政法人と異なり、地方独立行政法人法第68条により公立大学法人の名称にはその名称中に、地方独立行政法人という文字に代えて、公立大学法人という文字を用いなければならない。その他の制約は特にないが、「一法人一大学」の場合は「"公立大学法人"＋大学名」を、複数校を運営する法人の場合は「自治体（都道府県）名＋"公立大学法人"」を使用するものが多い。

## 私立学校法による学校法人との関係
公立大学法人が導入される以前は、地方公共団体が私立学校法による学校法人を設立して大学の設置・運営を代行させる手法が広く行われたが、そのような「公設民営」で私学として開学したいわゆる公設民営大学が公立大学法人による運営に移行するケースが相次いでいる。
2009年に初めてのケースとして、高知工科大学が学校法人高知工科大学から高知県を設立団体とする公立大学法人高知工科大学へ移管された。2010年には、静岡文化芸術大学が学校法人静岡文化芸術大学から公立大学法人静岡文化芸術大学へ、名桜大学が学校法人名護総合学園から公立大学法人名桜大学へ、それぞれ移管された。また、2012年4月には、鳥取環境大学が学校法人鳥取環境大学 から鳥取県と鳥取市を設立団体とする公立大学法人公立鳥取環境大学へ移管された。2014年4月には、長岡造形大学が学校法人長岡造形大学から長岡市を設立団体とする公立大学法人長岡造形大学へ移管された。2016年4月には、長野大学が学校法人長野学園から上田市を設立団体とする公立大学法人に、山口東京理科大学が学校法人東京理科大学から山陽小野田市を設立団体とする公立大学法人にそれぞれ移管された。また、成美大学が学校法人成美学園から福知山市を設立団体とする公立大学法人に移管され、大学名を福知山公立大学に改称した。2018年4月には諏訪東京理科大学が学校法人東京理科大学から諏訪広域公立大学事務組合を設立団体とする公立大学法人に移管された。千歳科学技術大学は2019年4月に千歳市を設立団体とする公立大学法人に移行した。新潟産業大学も2014年に新潟県と柏崎市に対し公立大学法人への移行を求める要望書を提出している。
さらに、旭川大学及び旭川大学短期大学部のように、地方公共団体が大学設立に関与しておらず純然たる私立学校として設立された大学について、公立大学への移行を私立学校法人が要望する事例も出ている。旭川市により課題整理と検討が行われ、同市議会における公立大学法人設立のための手続きを経た後、旭川大学及び旭川大学短期大学部については、旭川市が2022年9月9日付けで北海道知事から、当該2学校の設置者となる公立大学法人旭川市立大学の設立が認可され、2023年4月の同法人の設立に伴いそれぞれ移管されて公立学校へ移行した。上記の福知山成美大学の事例と同様に、従前からの私立学校法人（学校法人旭川大学）が公立化対象の2学校以外に高等学校・幼稚園等複数の学校を併設しているため、2023年4月1日に当該2学校を移管した後に残るそれら学校については、同私立学校法人による運営が続けられている（なお、学校法人旭川大学は学校法人旭川志峯学院に名称を変更）。

## 公立大学法人の一覧

### 都道府県を設立団体とするもの
| 設立団体 | 公立大学法人の名称                     | 設置する学校の名称           |
| -------- | -------------------------------------- | ---------------------------- |
| 北海道   | 北海道公立大学法人札幌医科大学         | 札幌医科大学                 |
| 青森県   | 公立大学法人青森県立保健大学           | 青森県立保健大学             |
| 岩手県   | 公立大学法人岩手県立大学               | 岩手県立大学                 |
| 岩手県   | 公立大学法人岩手県立大学               | 岩手県立大学盛岡短期大学部   |
| 岩手県   | 公立大学法人岩手県立大学               | 岩手県立大学宮古短期大学部   |
| 宮城県   | 公立大学法人宮城大学                   | 宮城大学                     |
| 秋田県   | 公立大学法人秋田県立大学               | 秋田県立大学                 |
| 秋田県   | 公立大学法人国際教養大学               | 国際教養大学                 |
| 山形県   | 公立大学法人山形県立保健医療大学       | 山形県立保健医療大学         |
| 山形県   | 山形県公立大学法人                     | 山形県立米沢栄養大学         |
| 山形県   | 山形県公立大学法人                     | 山形県立米沢女子短期大学     |
| 福島県   | 公立大学法人福島県立医科大学           | 福島県立医科大学             |
| 福島県   | 公立大学法人会津大学                   | 会津大学                     |
| 福島県   | 公立大学法人会津大学                   | 会津大学短期大学部           |
| 群馬県   | 群馬県公立大学法人                     | 群馬県立女子大学             |
| 群馬県   | 群馬県公立大学法人                     | 群馬県立県民健康科学大学     |
| 埼玉県   | 公立大学法人埼玉県立大学               | 埼玉県立大学                 |
| 東京都   | 東京都公立大学法人                     | 東京都立大学                 |
| 東京都   | 東京都公立大学法人                     | 東京都立産業技術大学院大学   |
| 東京都   | 東京都公立大学法人                     | 東京都立産業技術高等専門学校 |
| 神奈川県 | 公立大学法人神奈川県立保健福祉大学     | 神奈川県立保健福祉大学       |
| 新潟県   | 公立大学法人新潟県立大学               | 新潟県立大学                 |
| 新潟県   | 公立大学法人新潟県立看護大学           | 新潟県立看護大学             |
| 富山県   | 公立大学法人富山県立大学               | 富山県立大学                 |
| 石川県   | 石川県公立大学法人                     | 石川県立大学                 |
| 石川県   | 石川県公立大学法人                     | 石川県立看護大学             |
| 福井県   | 公立大学法人福井県立大学               | 福井県立大学                 |
| 山梨県   | 公立大学法人山梨県立大学               | 山梨県立大学                 |
| 長野県   | 公立大学法人長野県立大学               | 長野県立大学                 |
| 岐阜県   | 公立大学法人岐阜県立看護大学           | 岐阜県立看護大学             |
| 静岡県   | 静岡県公立大学法人                     | 静岡県立大学                 |
| 静岡県   | 静岡県公立大学法人                     | 静岡県立大学短期大学部       |
| 静岡県   | 公立大学法人静岡文化芸術大学           | 静岡文化芸術大学             |
| 静岡県   | 公立大学法人静岡社会健康医学大学院大学 | 静岡社会健康医学大学院大学   |
| 愛知県   | 愛知県公立大学法人                     | 愛知県立大学                 |
| 愛知県   | 愛知県公立大学法人                     | 愛知県立芸術大学             |
| 三重県   | 公立大学法人三重県立看護大学           | 三重県立看護大学             |
| 滋賀県   | 公立大学法人滋賀県立大学               | 滋賀県立大学                 |
| 京都府   | 京都府公立大学法人                     | 京都府立大学                 |
| 京都府   | 京都府公立大学法人                     | 京都府立医科大学             |
| 兵庫県   | 兵庫県公立大学法人                     | 兵庫県立大学                 |
| 兵庫県   | 兵庫県公立大学法人                     | 芸術文化観光専門職大学       |
| 奈良県   | 公立大学法人奈良県立医科大学           | 奈良県立医科大学             |
| 奈良県   | 公立大学法人奈良県立大学               | 奈良県立大学                 |
| 和歌山県 | 公立大学法人和歌山県立医科大学         | 和歌山県立医科大学           |
| 島根県   | 公立大学法人島根県立大学               | 島根県立大学                 |
| 島根県   | 公立大学法人島根県立大学               | 島根県立大学短期大学部       |
| 岡山県   | 公立大学法人岡山県立大学               | 岡山県立大学                 |
| 広島県   | 広島県公立大学法人                     | 県立広島大学                 |
| 広島県   | 広島県公立大学法人                     | 叡啓大学                     |
| 山口県   | 公立大学法人山口県立大学               | 山口県立大学                 |
| 愛媛県   | 公立大学法人愛媛県立医療技術大学       | 愛媛県立医療技術大学         |
| 高知県   | 高知県公立大学法人                     | 高知県立大学                 |
| 高知県   | 高知県公立大学法人                     | 高知工科大学                 |
| 福岡県   | 公立大学法人福岡県立大学               | 福岡県立大学                 |
| 福岡県   | 公立大学法人福岡女子大学               | 福岡女子大学                 |
| 福岡県   | 公立大学法人九州歯科大学               | 九州歯科大学                 |
| 長崎県   | 長崎県公立大学法人                     | 長崎県立大学                 |
| 熊本県   | 公立大学法人熊本県立大学               | 熊本県立大学                 |
| 大分県   | 公立大学法人大分県立看護科学大学       | 大分県立看護科学大学         |
| 大分県   | 公立大学法人大分県立芸術文化短期大学   | 大分県立芸術文化短期大学     |
| 宮崎県   | 公立大学法人宮崎県立看護大学           | 宮崎県立看護大学             |
| 沖縄県   | 公立大学法人沖縄県立芸術大学           | 沖縄県立芸術大学             |
| 沖縄県   | 公立大学法人沖縄県立看護大学           | 沖縄県立看護大学             |

《表の注記》
1. ↑  2014年3月31日までは「公立大学法人山形県立米沢女子短期大学」という名称であったが、同年4月1日の山形県立米沢栄養大学の開学に伴い、設置者の名称が改められた。
2. ↑  2020年3月31日までは「公立大学法人首都大学東京」という名称であったが、同年4月1日に首都大学東京などの名称変更と併せて設置者の名称が改められた。
3. ↑  2020年3月31日までは「首都大学東京」。
4. ↑  2020年3月31日までは「産業技術大学院大学」。
5. ↑  2010年4月1日に学校法人静岡文化芸術大学より移管した。
6. ↑  2021年3月31日までは「公立大学法人兵庫県立大学」という名称であったが、同年4月1日の芸術文化観光専門職大学の開学に伴い、設置者の名称が改められた。
7. ↑  2015年4月1日に公立大学法人高知工科大学を吸収合併。
8. ↑  2009年4月1日に学校法人高知工科大学より公立大学法人高知工科大学へ移管した後、2015年4月1日に公立大学法人高知工科大学より高知県公立大学法人へ移管した。

### 市を設立団体とするもの
| 市の種別     | 設立団体     | 公立大学法人の名称                         | 設置する学校の名称             |
| ------------ | ------------ | ------------------------------------------ | ------------------------------ |
| 政令指定都市 | 札幌市       | 公立大学法人札幌市立大学                   | 札幌市立大学                   |
| 政令指定都市 | 横浜市       | 公立大学法人横浜市立大学                   | 横浜市立大学                   |
| 政令指定都市 | 名古屋市     | 公立大学法人名古屋市立大学                 | 名古屋市立大学                 |
| 政令指定都市 | 京都市       | 公立大学法人京都市立芸術大学               | 京都市立芸術大学               |
| 政令指定都市 | 神戸市       | 神戸市公立大学法人                         | 神戸市外国語大学               |
| 政令指定都市 | 神戸市       | 神戸市公立大学法人                         | 神戸市立工業高等専門学校       |
| 政令指定都市 | 神戸市       | 公立大学法人神戸市看護大学                 | 神戸市看護大学                 |
| 政令指定都市 | 広島市       | 公立大学法人広島市立大学                   | 広島市立大学                   |
| 政令指定都市 | 北九州市     | 公立大学法人北九州市立大学                 | 北九州市立大学                 |
| 中核市       | 旭川市       | 公立大学法人旭川市立大学                   | 旭川市立大学                   |
| 中核市       | 旭川市       | 公立大学法人旭川市立大学                   | 旭川市立大学短期大学部         |
| 中核市       | 青森市       | 公立大学法人青森公立大学                   | 青森公立大学                   |
| 中核市       | 秋田市       | 公立大学法人秋田公立美術大学               | 秋田公立美術大学               |
| 中核市       | 高崎市       | 公立大学法人高崎経済大学                   | 高崎経済大学                   |
| 中核市       | 前橋市       | 公立大学法人前橋工科大学                   | 前橋工科大学                   |
| 中核市       | 金沢市       | 公立大学法人金沢美術工芸大学               | 金沢美術工芸大学               |
| 中核市       | 岐阜市       | 岐阜市公立大学法人                         | 岐阜薬科大学                   |
| 中核市       | 福山市       | 公立大学法人福山市立大学                   | 福山市立大学                   |
| 中核市       | 下関市       | 公立大学法人下関市立大学                   | 下関市立大学                   |
| 中核市       | 宮崎市       | 公立大学法人宮崎公立大学                   | 宮崎公立大学                   |
| 一般市       | 千歳市       | 公立大学法人公立千歳科学技術大学           | 公立千歳科学技術大学           |
| 一般市       | 三条市       | 公立大学法人三条市立大学                   | 三条市立大学                   |
| 一般市       | 長岡市       | 公立大学法人長岡造形大学                   | 長岡造形大学                   |
| 一般市       | 小松市       | 公立大学法人公立小松大学                   | 公立小松大学                   |
| 一般市       | 敦賀市       | 公立大学法人敦賀市立看護大学               | 敦賀市立看護大学               |
| 一般市       | 都留市       | 公立大学法人都留文科大学                   | 都留文科大学                   |
| 一般市       | 上田市       | 公立大学法人長野大学                       | 長野大学                       |
| 一般市       | 福知山市     | 公立大学法人福知山公立大学                 | 福知山公立大学                 |
| 一般市       | 新見市       | 公立大学法人新見公立大学                   | 新見公立大学                   |
| 一般市       | 尾道市       | 公立大学法人尾道市立大学                   | 尾道市立大学                   |
| 一般市       | 周南市       | 公立大学法人周南公立大学                   | 周南公立大学                   |
| 一般市       | 山陽小野田市 | 公立大学法人山陽小野田市立山口東京理科大学 | 山陽小野田市立山口東京理科大学 |

《表の注記》
1. ↑  2023年3月31日までは「公立大学法人神戸市外国語大学」という名称であったが、同年4月1日の神戸市立工業高等専門学校の同法人への移管に伴い、設置者の名称が改められた。
2. 1 2  2023年4月1日に学校法人旭川大学より移管した。
3. ↑  法人定款第4条により、設置者は秋田市単独である[5]。
4. ↑  2011年3月31日まで公立大学法人の設立団体は宮崎公立大学事務組合であったが、同事務組合の解散に伴い、同年4月1日以降は宮崎市が法人の設立団体となった。
5. ↑  2007年4月に公立大学法人宮崎公立大学の設立に伴い宮崎公立大学事務組合より移管した。
6. ↑  2019年4月に学校法人千歳科学技術大学より移管した。
7. ↑  施行時特例市である。
8. ↑  2014年4月に学校法人長岡造形大学より移管した。
9. ↑  2018年4月に学校法人小松短期大学が運営する小松短期大学と一般財団法人こまつ看護学校が運営するこまつ看護学校を小松市に移管した。
10. ↑  2017年4月に学校法人長野学園が運営する長野大学を上田市に移管した。
11. ↑  2016年4月1日に学校法人成美学園が運営する成美大学を公立大学法人福知山公立大学に移管した。
12. ↑  2009年10月の新見公立大学設置認可に伴い、同月に法人名を「公立大学法人新見公立短期大学」から改称。
13. ↑  2012年3月31日まで尾道大学という名称であったが、同年4月1日に尾道市より公立大学法人尾道市立大学へ設置者が変更された際に大学名が改称された。
14. ↑  2022年4月1日に学校法人徳山教育財団が運営する徳山大学を公立大学法人周南公立大学に移管した。
15. ↑  設置者の変更に伴い、2022年4月1日に大学名を「徳山大学」から改称。
16. ↑  2016年4月1日に学校法人東京理科大学が運営する山口東京理科大学を公立大学法人山陽小野田市立山口東京理科大学に移管した。
17. ↑  設置者の変更に伴い、2016年4月1日に大学名を「山口東京理科大学」から改称。

### 一部事務組合または広域連合を設立団体とするもの
| 設立団体                 | 公立大学法人の名称               | 設置する学校の名称   |
| ------------------------ | -------------------------------- | -------------------- |
| 釧路公立大学事務組合     | 公立大学法人釧路公立大学         | 釧路公立大学         |
| 函館圏公立大学広域連合   | 公立大学法人公立はこだて未来大学 | 公立はこだて未来大学 |
| 諏訪広域公立大学事務組合 | 公立大学法人公立諏訪東京理科大学 | 公立諏訪東京理科大学 |
| 北部広域市町村圏事務組合 | 公立大学法人名桜大学             | 名桜大学             |

《表の注記》
1. ↑  2018年4月1日に学校法人東京理科大学が運営していた諏訪東京理科大学を移管。
2. ↑  2010年4月1日に学校法人名護総合学園より移管。

### 複数の地方公共団体を設立団体とするもの
| 設立団体       | 公立大学法人の名称           | 設置する学校の名称           |
| -------------- | ---------------------------- | ---------------------------- |
| 大阪府・大阪市 | 公立大学法人大阪             | 大阪公立大学                 |
| 大阪府・大阪市 | 公立大学法人大阪             | 大阪公立大学工業高等専門学校 |
| 鳥取県・鳥取市 | 公立大学法人公立鳥取環境大学 | 公立鳥取環境大学             |

《表の注記》
1. ↑  2019年4月に公立大学法人大阪府立大学と公立大学法人大阪市立大学が統合し発足。
2. ↑  2022年4月1日に開学。大阪府立大学と大阪市立大学の合併でなく、新規開設である[6]。2021年8月27日付けで設置認可された[7]。
3. ↑  2022年3月31日まで大阪府立大学工業高等専門学校という名称であった。
4. ↑  2015年４月１日に公立大学法人鳥取環境大学から法人名称変更。
5. ↑  学校法人鳥取環境大学から移管、2015年４月１日大学名称を鳥取環境大学から変更。

## 参考
以下の大学については、2025年4月時点において引き続き公営である。しかしなお一部で独立法人化を検討している動きもある。配列は前各項によった。
| 設置者 | 学校名                     | 備考       |
| ------ | -------------------------- | ---------- |
| 山形県 | 東北農林専門職大学         | 専門職大学 |
| 茨城県 | 茨城県立医療大学           |            |
| 千葉県 | 千葉県立保健医療大学       |            |
| 長野県 | 長野県看護大学             |            |
| 静岡県 | 静岡県立農林環境専門職大学 | 専門職大学 |
| 岐阜県 | 情報科学芸術大学院大学     |            |
| 香川県 | 香川県立保健医療大学       |            |
| 川崎市 | 川崎市立看護大学           |            |
| 名寄市 | 名寄市立大学               |            |